# Gefüllte Champignons

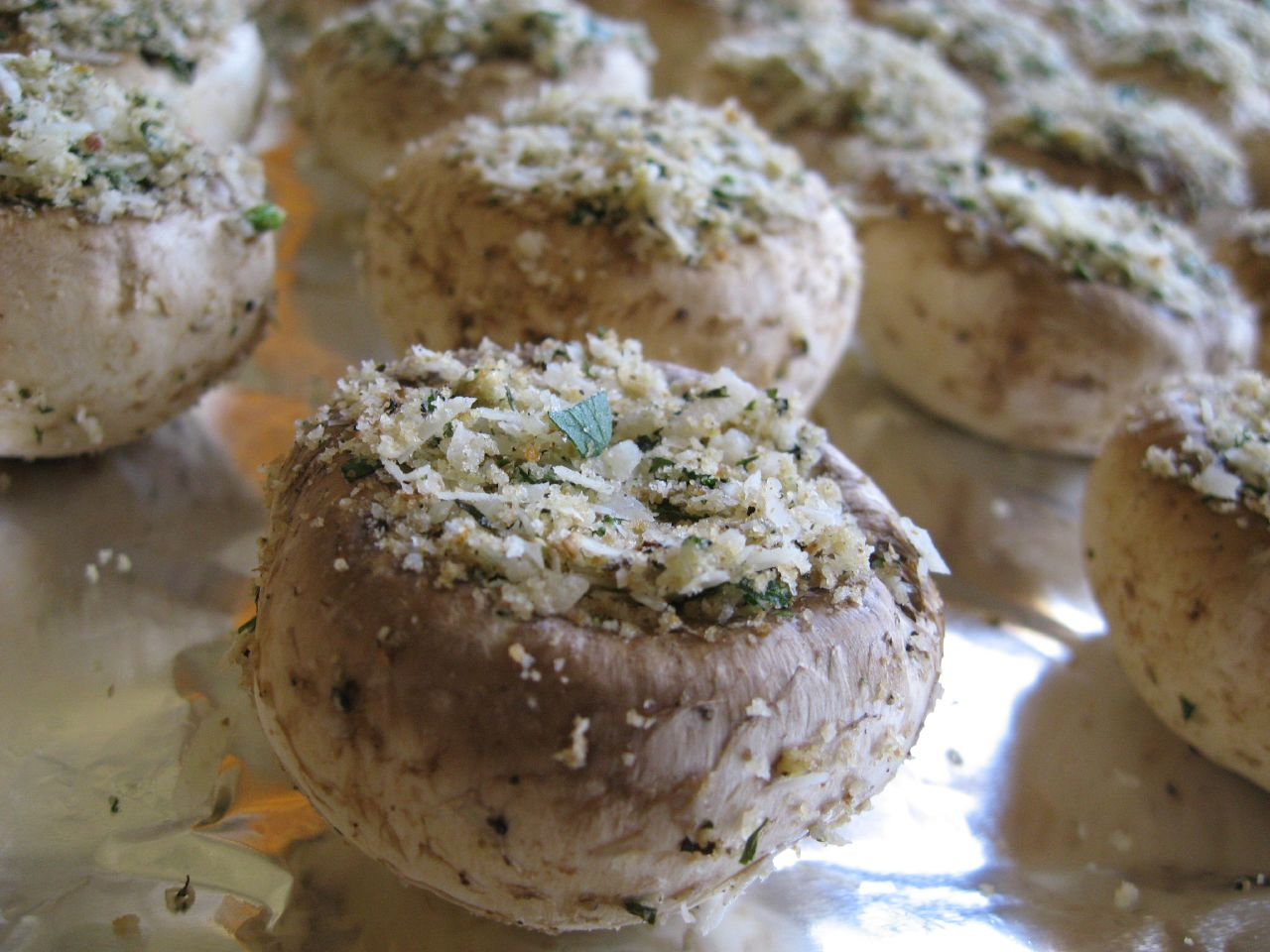
Rohe gefüllte Champignons

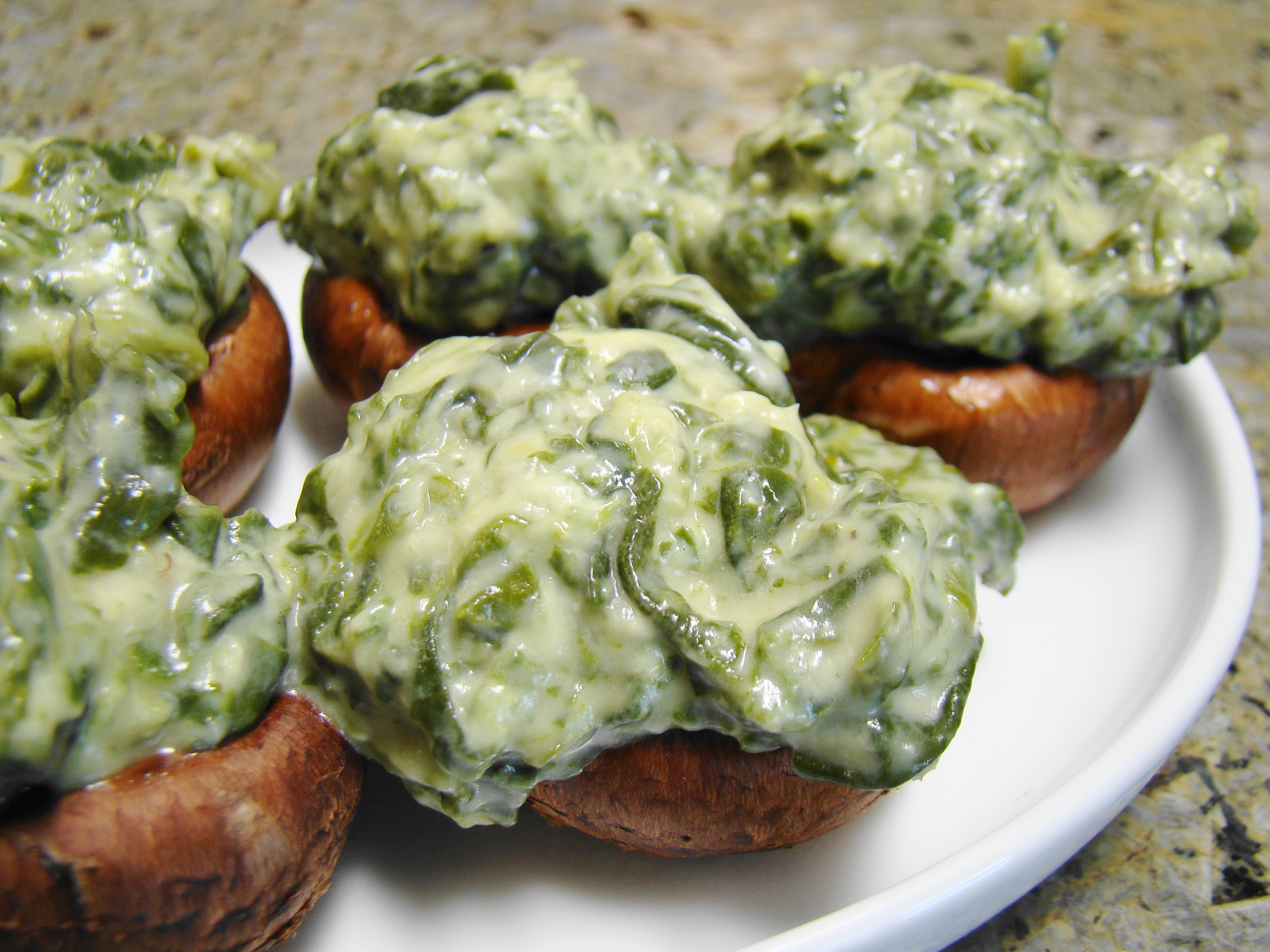
Champignons mit Spinatfüllung

Gefüllte Champignons sind eine Zubereitungsart der Wiesen- oder Zuchtchampignons, die als Garnitur zu Fleischgerichten oder als Vorspeise serviert werden. Des Weiteren können mit (Kräuter-)Butter gefüllte Champignons gegrillt werden. Die Füllungen sind vielfältig, oft werden die gefüllten Pilze mit Käse und/oder Semmelbröseln vor dem Backen bestreut. Obwohl roh genießbar, werden gefüllte Champignons in der Regel gratiniert, gebraten, pochiert oder mariniert. Möglichst große und ganz frische Champignons eignen sich am besten zum Füllen.

## Zubereitung
Nach dem Säubern der Pilze werden die Stiele herausgedreht und aus den Köpfen mit einem Parisienne-Ausstecher die Lamellen entfernt. Die freigelegten Pilzköpfe können so besser garen. Die Pilzstiele werden kleingehackt für die Füllung verwendet. Die Pilzköpfe werden dann mit einer beliebigen Füllung kegelförmig befüllt und im Ofen gegart. Zu geschmortem oder gebratenem Fleisch eignen sich gegrillte gefüllte Pilze, zum Beispiel à la hussarde (mit Spinat gefüllt).
Mögliche Füllungen sind beispielsweise Béchamelsauce mit den gedünsteten Pilzstielen, Eigelb und geriebenem Parmesan, auch mit Schinken, vermischt, oder gefüllt mit einem Mus aus Thunfisch und Vinaigrette angerichtet. Champignons können auch mit Tapenade oder Käse gefüllt werden.